# Верёвкин 1-й
Верёвкин 1-й — посёлок в Таловском районе Воронежской области России.
Входит в состав Нижнекаменского сельского поселения.

## География
Посёлок расположен в 2 км от районного центра Таловая, в восточной части Таловского муниципального района Воронежской области, от областного центра города Воронежа — 166 км.

## Население
| 2010 |
| ---- |
| 99   |

## Уличная сеть
- ул. Набережная.